# Filibacter limicola
Filibacter limicola ist eine Art von Bakterien und die einzige Art der Gattung Filibacter. Sie wurde 1985 im Sediment eines Sees im englischen Lake District entdeckt.

## Merkmale

### Erscheinungsbild
Filibacter bildet Filamente aus zylindrischen Zellen. Die einzelnen Zellen können leicht gekrümmt oder stäbchenförmig sein und sind 1,1 µm breit und zwischen 3 und 30 µm lang. Die Filamente sind nicht verzweigt und 8 bis 150 µm lang. Die Form der Kolonien von Filibacter limicola erinnert an Wirbel oder Spiralen.
Obwohl die Gattung zu der Abteilung der Firmicutes zählt, fällt die Gram-Färbung negativ aus (in der Regel sind die Arten der Firmicutes grampositiv). Die Arten können sich durch das sogenannte Gleiten bewegen (sie sind motil). Das Peptidoglycan der Zellwand enthält Lysin, eine Aminosäure. Lysin kommt in vielen grampositiven Bakterien im Peptidoglycan vor. Peptidoglycane sind Makromoleküle, die aus Aminosäuren und Zuckern zusammengesetzt sind und kommen in der Zellwand von Bakterien vor.

### Wachstum und Stoffwechsel
Die Art ist obligat aerob, also auf Sauerstoff für die Atmung angewiesen. Der Katalase-Test und der Oxidase-Test verlaufen positiv. Weiterhin ist Filibacter heterotroph, es findet keine Photosynthese statt. Anders als bei vielen Bakterien üblich, kann er als Substrat keine Zucker zum Energiegewinn abbauen. Ebenso wenig kann er organische Säuren verwerten. Filibacter limicola kann Gelatine durch Hydrolyse verwerten, er kann jedoch nicht Casein und Stärke hydrolysieren.
Das beste Wachstum findet bei einem pH-Wert von 7,4 statt, Wachstum unter pH 5,7 ist nicht möglich. Die optimale Wachstumstemperatur liegt bei 20 °C, langsames Wachstum findet noch bei Temperaturen von 4 °C statt, kein Wachstum bei Temperaturen über 26 °C. Filibacter limicola lässt sich gut auf einem Nährmedium kultivieren, das Peptone enthält und benötigt für das Wachstum verschiedene Vitamine.

### Chemotaxonomische Merkmale
Der GC-Gehalt (der Anteil der Nukleinbasen Guanin und Cytosin) in der Bakterien-DNA liegt bei 44 Mol-Prozent. Filibacter weist einen hohen Anteil von verzweigten Fettsäureketten in der Membranlipiden auf. Dabei handelt es sich v. a. um die Fettsäuren mit den Abkürzungen anteiso-C15:0 (anteiso-Pentadecansäure) und anteiso-C17:0 (anteiso-Heptadecansäure), die neben der Methylgruppe (–CH3), die die Verzweigung darstellt, noch die Besonderheit aufweisen, dass sie mit insgesamt 15 bzw. 17 C-Atomen zu den ungeradzahligen Fettsäuren gehören.

## Systematik
Die Art Filibacter limicola steht in der Familie Planococcaceae, der Ordnung Bacillales, welche wiederum in der Abteilung Firmicutes geführt wird. Die Bacillales werden auch als Caryophanales bezeichnet, es handelt sich um ein Synonym. Dasselbe gilt für die Familie der Planococcaceae, hier gilt das Synonym Caryophanaceae.

## Etymologie
Der Gattungsname Filibacter leitet sich von dem griechischen Wort filum („Faden“) und dem griechischen Wort bactron („Stäbchen“) ab und bezieht sich auf das Erscheinungsbild dieser Bakterien. Der Artname ist aus dem lateinischen Wort limus („Schlamm“) und dem lateinischen Wort incola („Bewohner“) zusammengesetzt. Mark Maiden und J. Gwynfryn Jones entdeckten diesen neuen Organismus zufällig während der Suche im Sediment des Blelham Tarn, einem See im englischen Lake District, woraus sich auch der Name herleitet.